# 父系制度
父系制度（Patrilineality），父系社会或男系社会的氏族制度，是按父系（男系）计算世系血统和继承财产的制度。

## 氏族制度及特点
以男子为主导，男子娶妻子入家門。子女随父姓，并嫁出女儿，儿子继续娶妻。即男性继承家族的主要财产，文化等。
- 以父亲血统确立氏族。
- 由男子主导經濟生活。
- 出现贫富分化和私有财产。

## 父系氏族文化遗址
- 齐家文化
- 龙山文化
- 大汶口文化是最具代表性的父系氏族文化。
- 河姆渡文化

## 其他
日韓等亞洲國家的繼承制也以父系氏族制度，必須為父系子嗣為基礎繼承，如日本天皇萬世一系指的就是父系子孫繼承制。在西方歐洲法國在瓦魯瓦王朝時明定父系子孫繼承，且王位必須為男子「任何一個女子都不享有對王國的繼承權，不得擁有王權的任何一部分」。